# КУД „Ђока Павловић” Београд
КУД Ђока Павловић је културно уметничко друштво јавног предузећа „Поште Србије” основано 1945. године од стране Дирекција пошта, телеграфа и телефона. Налази је у Београду у улици Таковска број 2.
Првобитна идеја била је да културно уметничко друштво Ђока Павловић окупи раднике и омладину ПТТ система, али се врло брзо врата друштва отварају свим грађанима који су заинтересовани за музику и игру. Током свог рада друштво је добило бројне престижне награде за уметничко извођење програма на свим меридијанима. У саставу друштва су ансамбл народних игара, оркестар, група певача и мешовити.

## Секције
- Ансамбл народних игара и песама, организован по групама:

* Ансамбл народних игара и песама
* Припремни ансамбл
* Извођачки дечији ансамбл
* Припремни дечији ансамбл
* Ансамбл ветерана
* Рекреативни ансамбл
- Оркестар
- Група певача
- Мешовити хор